# صامويل إنكوم
صامويل إنكوم (بالإنجليزية: Samuel Inkoom)‏ (مواليد 1 يونيو 1989 في سيكوندي تاكورادي) لاعب كرة قدم غاني يلعب حاليا لصالح نادي بلاتانياس اليوناني.

## روابط خارجية
- صامويل إنكوم على موقع الاتحاد الدولي (مؤرشف)  (الإنجليزية)
- صامويل إنكوم على موقع الاتحاد الأوربي (الإنجليزية)
- صامويل إنكوم على موقع اتحاد تركيا (لاعب) (الإنجليزية)
- صامويل إنكوم على موقع اتحاد أوكرانيا (الإنجليزية)
- صامويل إنكوم على موقع الدوري الأمريكي (الإنجليزية)
- صامويل إنكوم على موقع قاعدة بيانات كرة القدم.إي يو (الإنجليزية)
- صامويل إنكوم على موقع ناشيونال فوتبول تيمز (الإنجليزية)
- صامويل إنكوم على موقع Soccerway.com (الإنجليزية)
- صامويل إنكوم على موقع عالم كرة القدم.نت (الإنجليزية)
- صامويل إنكوم على موقع كووورة